# Diario Siglo XXI
Diario Siglo XXI es un periódico digital español de información general y ámbito nacional, fundado en noviembre del año 2003 y redactado íntegramente en español. En el año 2018 obtuvo una media de 178 152 páginas vistas mensuales, según la auditoría de OJD. El medio no pertenece a ningún grupo de comunicación y no tiene línea editorial ni sesgo ideológico. Se define como independiente, abierto y plural.
Tiene su sede social y redacción central en Valencia (España).